# Hotter Than Fire
Hotter Than Fire è un brano musicale interpretato dal cantante svedese Eric Saade con la partecipazione di Dev. Una parte del singolo era stata postata online dal canale ufficiale di YouTube dell'artista svedese il 30 ottobre 2011, per poi essere pubblicato interamente il 31 ottobre 2011, mentre per il digital download da iTunes si dovrà aspettare il 2 novembre.

## Aspetti generali
Il brano è stato scritto in lingua inglese da J.Gill, E.Saade, J.Santos, e D.Star Tailes. Della collaborazione con Dev, Saade afferma: «Quando Dev ha voluto partecipare alla canzone, è diventata la ciliegina sulla torta. Il suo stile da "canzone rap" era perfetto per la canzone. L'ha resa sexy.»
| Recensione | Giudizio   |
| ---------- | ---------- |
| Idolator   | (positivo) |
| PopCrush   |            |

## Tracce[6]
1. Hotter Than Fire (feat. Dev) - 3:19

## Date di Pubblicazione
| Nazione  | Data             | Formato          | Etichetta       |
| -------- | ---------------- | ---------------- | --------------- |
| Germania | 1º novembre 2011 | CD Single        | Roxy Recordings |
| Svezia   | 2 novembre 2011  | Digital Download | Roxy Recordings |